# Eau de bière
Eau de bière is een alcoholische drank die gemaakt wordt door bier te destilleren. Door de rijping op houten vaten heeft het een okergele kleur en lichte vanillegeur. De smaak doet denken aan malt whisky en korenwijn.
Brouwerij en stokerij Wilderen stookt eau de bière uit hun bier Tripel Kanunnik.
Stokerij Lubberhuizen & Co destilleert diverse soorten bier. Donker bier wordt gerijpt op eikenhouten vaten, licht bier op Oloroso-vaten. Het gebruikte Van Vollenhoven Extra Stout is een donker, bovengistend bier dat tot eind negentiende eeuw werd gebrouwen door De Gekroonde Valk. Sinds het begin van de eenentwintigste eeuw wordt het weer volgens origineel recept gemaakt door Poesiat & Kater in Amsterdam-Oost. Het alcoholpercentage van het destillaat bedraagt 40% vol.
Brouwerij Jessenhofke biedt tijdens rondleidingen in de brouwerij eaux de bières aan in verschillende mout-wijnverhoudingen.